# Усадьба Хайзинген
Усадьба Хайзинген (нем. Haus Heisingen) — дворянская усадьба в районе Хайзинген города Эссен (Германия, федеральная земля Северный Рейн-Вестфалия). Усадьба расположена на правом (северном) берегу Рура. Старейшие из сохранившихся зданий датируются XII веком.

## История
В IX веке на границе оседлости франков и саксов возникло небольшое поместье, получившее название Кофельд. Здесь же находился суд, который защищал интересы франкского населения. На протяжении X-XI веков это поместье развилось в небольшой замок, который в начале XIII столетия стал ленным владением Верденского аббатства. Имена владельцев поместья на этом этапе истории установить не удалось. В верденском налоговом реестре 1370 года впервые упомянуто поместье Кофельд, как место жительства солтыса Вердена Генрих фон Люттельнау. В 1423 году Верденское аббатство жалует поместье министериалу Арнольду фон Вальсуму.

 В 1458 году поместье приобретает фогт и амтманн Верденского аббатства барон Рупрехт I Сталь фон Гольштейн. В это время поместье уже носило имя Хайзинген. На протяжении семи поколений поместье находится во владении баронов Сталь фон Гольштейн, пока со смертью Фердинанда Вильгельм Сталь фон Гольштейна в 1696 году не прерывается мужская линия вестфальской ветви рода. Поместье Хайзинген наследует его сестра Амалия Элеонора и её супруг Иоганн Георг фон Хаубен. В 1709 году они продают сильно обветшавшую усадьбу аббату Верденского монастыря Коэлестину фон Гайсмару за 23000 имперских талеров. Он перестраивает усадьбу в летнюю резиденцию. К существующему зданию пристраивается юго-западное крыло, и вся усадьба обносится стеной. При наследнике Коэлестина Бенедикте фон Гайсмаре сооружаются барочные въездные ворота.

 В результате секуляризации в 1803 году усадьба, как и вся недвижимость Верденского аббатства, переходит во владение французского государства и в 1808 году входит в состав Великого герцогства Берг. По решению Венского конгресса 1815 года Хайзинген вошел в состав Пруссии. В усадьбе размещается квартиры священника и последнего казначея Вердена. В 1842 году усадьба приобретается угледобывающим предприятием для использования в качестве фабричного здания. 2 июля 1890 года усадьба приобретается торговым агентом Иоганном Зонненшайном . Его наследники владеют усадьбой и по сей день.

## Описание усадьбы
Усадьба Хайзинген расположена на возвышенности на северном берегу озера Бальденайзее (водохранилище на реке Рур) и представляет собой трапецеидальный в плане участок 45×65 м, с расположенными по периметру строениями. С восточной стороны расположен господский дом. На юго-западе размещена двукрылая хозяйственная постройка. Все строения выполнены из оштукатуренного кирпича или бута. На севере постройка замыкается кирпичной стеной. Остатки впадин и насыпей вокруг участка позволяют сделать вывод, что раньше усадьба ограждалась заполненным водой рвом.

 Двухэтажный господский дом имеет размеры 29,5×9,5 м. Здание накрыто высокой четырехскатной черепичной крышей, с двумя маленькими луковицеобразными башенками с флюгером по краям. Над входом в здание герб Коэлестина фон Гайсмара, текст под которым гласит:
 «REVERENDISSIMUS ET ILLUSTRISSIMUS DOMINUS CAELESTINUS, MONASTERIORUM IMPERIALIUM ET IMMEDIATORUM EXEMPTORUM WERDINENSIS ET HELMSTADIENSIS ABBAS, HANC ARCEM CUM OMNIBUS IURIBUS ET PERTINENTIIS IMPERIALI ABBATIAE S. LUDGERI INCORORAVIT ANNO MDCCIX EAMQUE VETUSTATE COLLAPSAM RESTAURAVIT ET IN MELIOREM FORMAM APTARI FECIT» 
 (в переводе с латыни: «Почтенный господин Коэлестин приобретает этот замок со всеми его составными частями в 1709 году для императорского аббатства Святого Людгера в Вердене в обветшалом виде, дабы отремонтировать его и привести в лучший вид»)
В северной части западного крыла размещены въездные ворота с гербом Бенедикта фон Гайсмара. Рядом находится освобожденный в ходе археологических раскопок фундамент круглой башни диаметром 6,2 м, снесенной, вероятно, в 1779 году.